# Marmorera
Marmorera, på rätoromanska också Murmarera (föråldrat tyskt namn Marmels) är en ort och tidigare kommun i distriktet Albula i den schweiziska kantonen Graubünden. Sedan 2016 ingår den kommunen Surses. 
Byn Marmorera låg på dalbotten där floden Gelgia strömmar fram genom Surses, parallellt med en förr i tiden betydelsefull handelsväg. En stor del av näringsgrundlaget i Marmorera var relaterat till trafiken genom dalen, så när järnvägslinjen Albulabanan öppnade hamnade byn ett ekonomiskt bakvatten, följt av utflyttning, fattigdom och en kraftigt skuldsatt kommun. 
Efter andra världskriget erbjöd sig elektricitetsverket i staden Zürich att köpa ut byns invånare, och betala kommunens skulder och dessutom en stor årlig ersättning mot att få en 80-årig konsession på att skapa en vattenreservoar i dalen. Tillräckligt många nappade på förslaget för att det skulle gå igenom, även om många naturligtvis protesterade. 1948 sade kommunstyrelsen ja, och i norra delen av kommunen, nära gränsen mot Sur började en fördämning att byggas.
1954 revs hela byn med 29 bostadshus, 52 uthus, kyrka och skolhus. En ny bosättning byggdes i Scalotta, mellan fördämningen och kommungränsen, där det bosatte sig invånare som varit positiva till försäljningen. På östra bergssluttningen ovanför den gamla byn, intill den nya landsvägen och vattenreservoarens strand, byggdes ett annat område som kallades "nya Marmorera", som kom att bebos av motståndare, och dit också kyrkogården flyttades. De flesta kom dock att flytta ut från kommunen helt och hållet. 
Dalen dämdes sålunda upp och skapade den nya sjön Lai da Marmorera.
Marmorera har traditionellt bebotts av rätoromansktalande katoliker. Numera har två tredjedelar av invånarna tyska som modersmål, medan de allra flesta alltjämt tillhör den katolska konfessionen.